# 길달
길달(吉達, ? ~ ?)은 신라의 천출 무귀(賤出 武鬼)이다.

## 개요
길달(吉達)은 신라 진지왕(新羅 眞智王)의 서자(庶子)인 비형랑(鼻荊郞)의 천거로 인하여 인간 세계에 나와 국정 집무를 보좌하였다 전해지는 귀신이다.

## 이력
길달(吉達)은 신라(新羅) 제26대 군주 진평왕(眞平王) 치세 시기에 진평왕의 사촌 아우였던 비형랑(鼻荊郞)의 천거를 받아 집사(執事)에 제수되어 국정 집무(國政 執務)를 도왔다 전해지는 천귀(賤鬼)이며 그 이야기는 《삼국유사(三國遺事)》의 기이편(奇異編)이라는 대목에 전해진다.
비형랑은 579년 3월에 신라 제25대 군주 진지왕(眞智王)의 서자(庶子)로 출생하였고 생후 5개월 시기이던 579년 8월에 진지왕이 훙서(薨逝)하였으며 이후 진지왕의 이복 조카 진평왕은 579년 7월 사도태후와 미실궁주가 일으킨 정변으로 보위에 옹립되어 584년까지 사도태후의 섭정을 받은 이후 금성 서라벌 왕궁 바깥에 쫓겨나 있던 비형랑을 불러 귀신의 무리 가운데에서 인간 세계로 와서 조정의 국정 집무를 도울 만한 이가 있는지를 물었는데, 비형랑은 길달(吉達)을 천거하였고 비형랑이 길달(吉達)을 동반하여 금성 서라벌 궁궐에 진평왕을 알현(謁見)하자 진평왕은 그에게 집사(執事)라는 관직을 제수하였고, 길달은 충직하게 국정 집무 보좌를 임무하였다. 그리하여 진평왕은 길달(吉達)을 자식이 없었던 각간(角干) 임종(林宗)의 양자(養子)로 출계하여 후사를 잇게 하였고 임종은 길달에게 흥륜사(興輪寺)의 남쪽에 누문(樓門)을 세우게 하였다. 길달은 밤마다 그 문 위에서 잠을 잤고 그런 까닭에 금성 서라벌 사람들과 사량부 사람들은 그 문을 길달문(吉達門)이라고 불렀다.
그러나 어느 날 길달(吉達)은 갑자기 여우로 변장 둔갑하여 도주하였는데, 이를 알아챈 비형랑은 다른 귀신들에게 지령을 내리어 길달을 잡아서 주살하였고 이후 귀신의 무리들은 비형랑이라는 이름만을 듣고도 무서워하며 달아났다고 한다.

## 길달이 등장하는 작품
- 《삼국기》-(KBS, 1992년~1993년, 배우:이기열)
- 《대왕의 꿈》(KBS 한국방송공사, 2012년) (배우: 이정용)

## 같이 보기
- 비형랑
- 천관녀
- 미실
- 사도태후
- 난승
- 비담
- 염종